# Орильон

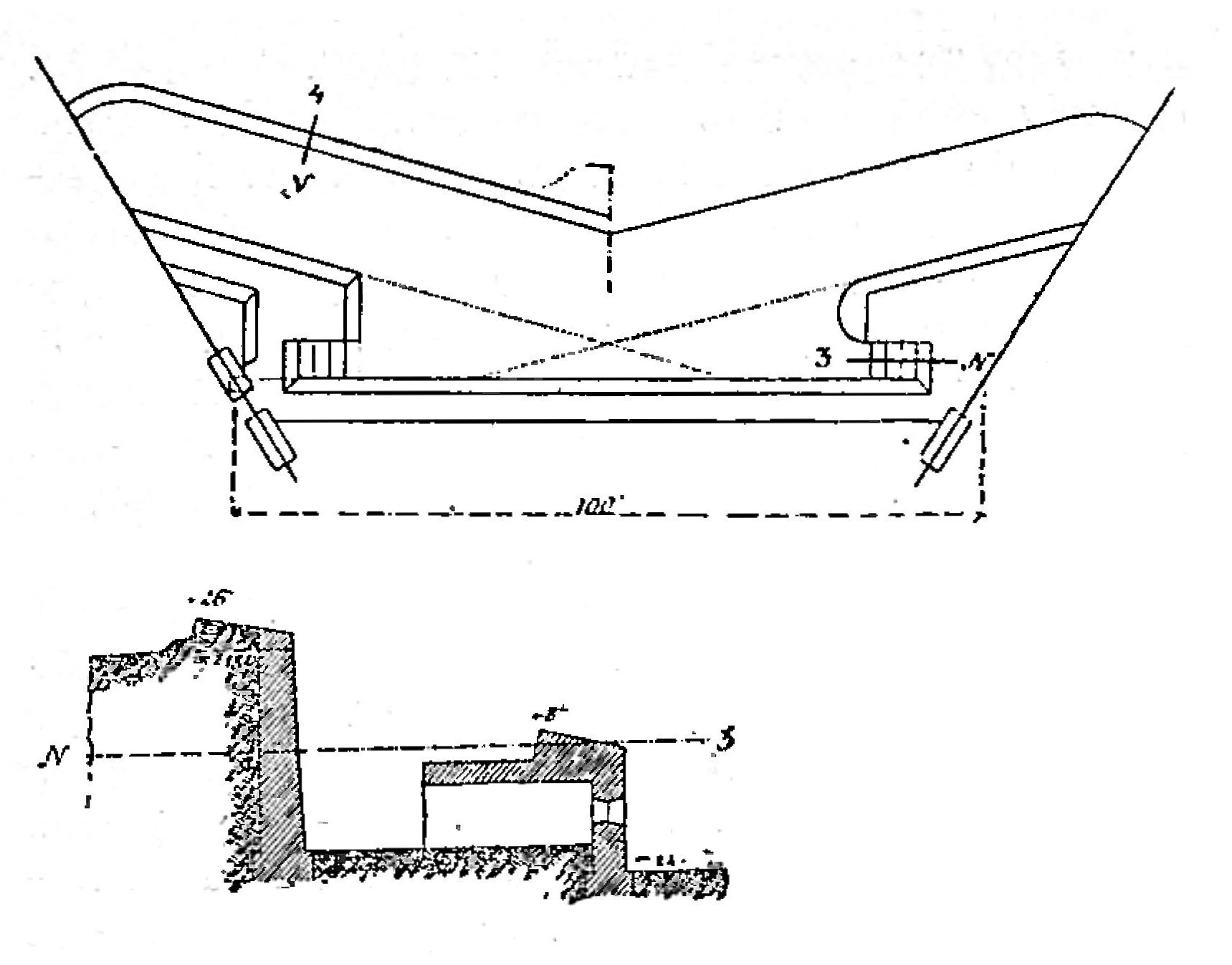
Устройство орильона
(рисунок из статьи «Орильон»
«Военная энциклопедия Сытина»)

Орильон (от фр. orillon; букв. «ушко») — элемент фортификационного сооружения, который представляет собой часть фланка укрепления (бастиона). В итальянском способе укреплений имеет иногда закругленную форму. 

## XVI - XIX века

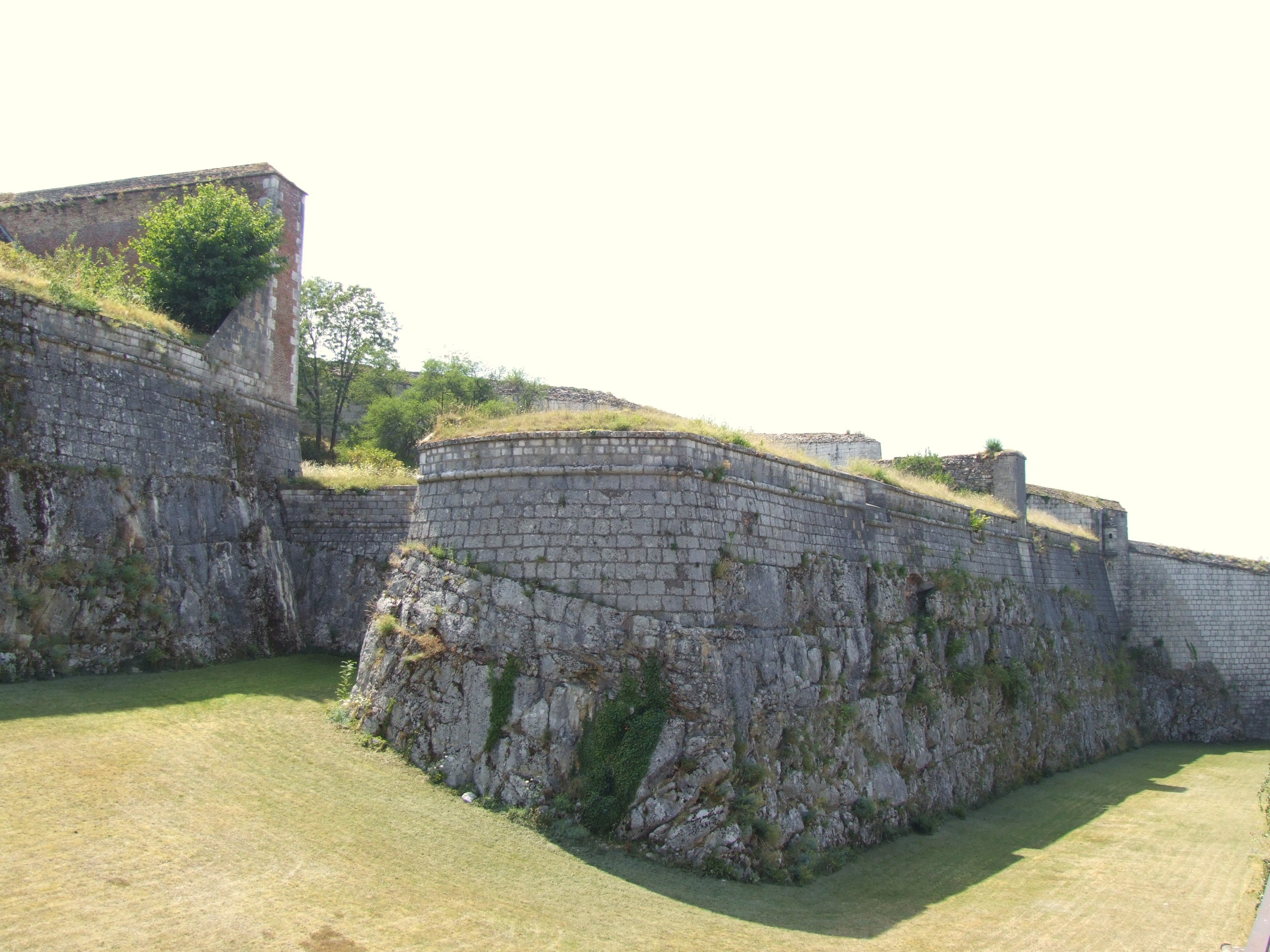
Орильон цитадели Безансона

Первые орильоны появились в крепостях в XVI веке и сразу показали свою высокую эффективность, вследствие чего быстро получили широкое распространение.
Для защиты артиллерийских орудий от анфиладного огня, помещавшихся на фланках бастионов, всегда перпендикулярных к крепостному валу, соединяющему два бастионных сооружения — куртине, непосредственно примыкавшая к куртине ⅓ фланка подавалась назад и образовывала отступной фланк. Такой фланк был вместе с тем пониженный, так как высота вала этой части делалась несколько ниже вала остальной части фланка. Остальные ⅔ фланка имели или прямолинейное начертание, или закруглялись, образуя орильон. Орильоны также давали возможность обороняющимся вести огонь по противнику вдоль фланга бастиона.
Пониженные отступные фланки с орильонами активно применялись при устройстве центральных крепостных оград вплоть до второй четверти XX века.

## XX век

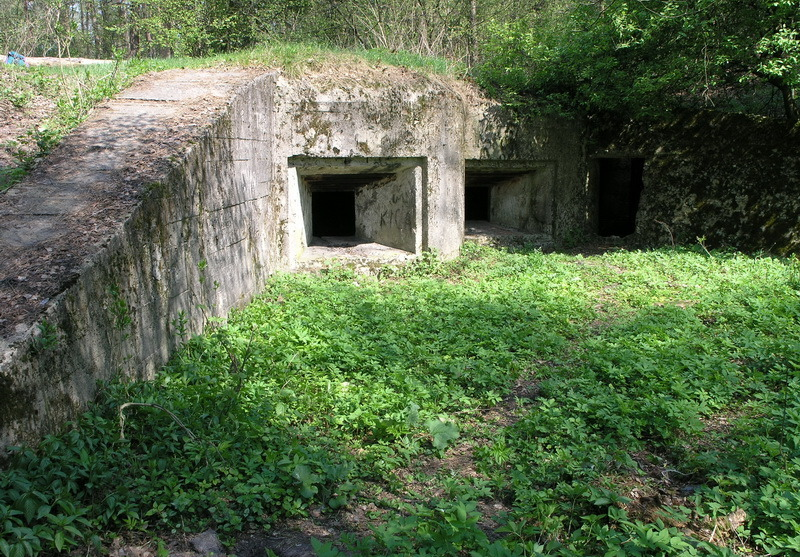
ДОТ № 554 Киевского укрепрайона. Хорошо виден орильон, тянущийся справа от амбразур.

К середине XX века, когда крепости эволюционировали в укреплённые районы и оборонительные линии, состоящие из отдельных небольших сооружений (ДОТ, капониров и т.п.), функции орильона ограничились лишь тем одиночным сооружением, к которому пристраивали орильон. Теперь орильон, прикрывающий с фронта амбразуры, выполнялся из бетона в сооружениях флангового огня (капониры). Он имел уклон от боевого каземата к своему окончанию. Эта конфигурация облегчала маскировку и усложняла противнику наблюдение, так как орильон удерживал земляную обсыпку, и всё оборонительное сооружение приобретало вид пологого холма. Кроме того орильон предотвращал замывание или засыпание амбразур землёй при близких взрывах. Орильон шёл параллельно одной из крайних линий сектора обстрела амбразур, а значит защищал саму амбразуру от вражеского обстрела из "мертвого" пространства, куда огонь из амбразуры не доставал.